# El valle de los leones
El valle de los leones (Lie Down with Lions en el inglés original) es una novela de 1986 del escritor Ken Follett.

## Sinopsis
La novela en un principio se ambienta en París, lugar en que se conocerán los tres protagonistas de la obra: una joven inglesa llamada Jane, un médico francés espía de la KGB llamado Jean-Pierre y un norteamericano espía de la CIA llamado Ellis. 
Inicialmente en París, Jane y Ellis mantienen una relación sentimental. Jean Pierre conocido de la pareja informa a Jane de la labor de Ellis como espía, desconocida hasta el momento para la joven. Jane dudosa de la verdad se indigna cuando Ellis se la confiesa.
Tras la separación de la pareja, al año siguiente, la ambientación cambia a donde transcurrirá principalmente la novela, un enclave en una zona montañosa en Afganistán, llamada Valle de los Leones. Casados en París, Jean Pierre y Jane se encuentran viviendo allí como integrantes de una organización humanitaria, él como médico y ella como enfermera, en una aldea llamada Banda, donde muchas veces las costumbres propias del pueblo afgano se hacen un tanto peculiares.
Jane que ha dado a luz a una bebe, desconoce que el francés es también un espía pero de la KGB, hasta que descubre una radio con la que Jean Pierre transmitía información de los afganos a los rusos. Y todo se volverá más complejo con la llegada de Ellis a la aldea.
Escenario en el cual se combinan elementos que se entretejen en una maraña de intriga y aventuras con un triángulo amoroso de por medio entre los protagonistas antes mencionados, hechos que transcurren en el contexto histórico de la Guerra de Afganistán (1978-1992).